# Mauritz Christiaan Kokkelink
Mauritz Christiaan Kokkelink (militair fort Willem I te Ambarawa, Nederlands-Indië, 17 juni 1913 - Matoury, Frans-Guyana, 24 augustus 1994) was een Nederlandse sergeant en tijdelijk militie-adjudant-onderofficier van het Indische leger en ridder in de Militaire Willems-Orde.

## Loopbaan

### Algemene gegevens
Kokkelink werd op 26 maart 1931 te Tjimahi voor de duur van drie jaar tijdelijk aan het Indische leger verbonden als fuselier en geplaatst bij de kaderschool van het Indische leger. Bij de algemene mobilisatie van 9 december 1941 kwam hij in werkelijke dienst als militiesoldaat. Op 9 januari 1944 werd hij aangesteld tot tijdelijk militie-adjudant onderofficier-instructeur. Bij Koninklijk Besluit van 20 juli 1950 nummer 310 werd hij eervol ontslagen uit de militaire dienst van het Indische leger.

### Tweede Wereldoorlog

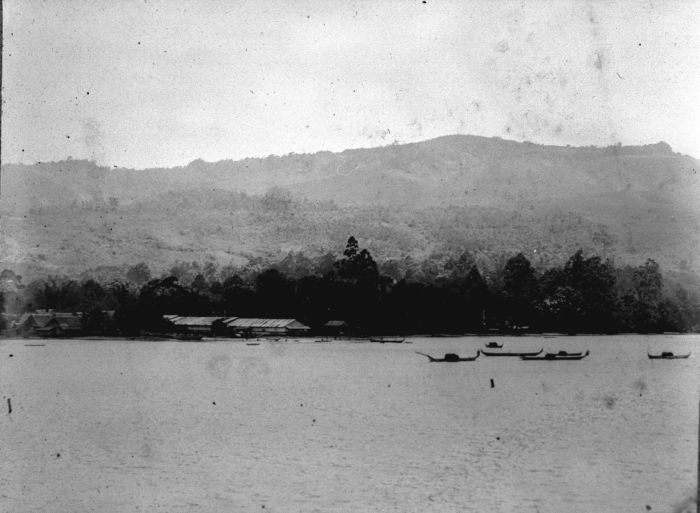
Gezicht op de kust van Nieuw-Guinea

Toen de Japanners landden op de kust van Nieuw-Guinea was J.B.H. Willemsz Geeroms commandant van een KNIL-detachement op Nederlands-Nieuw-Guinea; hij besloot dezelfde dag dat de landing van de vijand plaatsvond zich met zijn groep van 62 man, waaronder Kokkelink, in het oerwoud terug te trekken. Vier op patrouille zijnde manschappen sloten zich later bij hem aan, waaronder reserve sergeant-majoor P. P. de Kock. In het eerste bivak op ongeveer 60 kilometer ten zuidwesten van Manokwari had Willemsz Geeroms het voordeel dat hij levensmiddelen en munitie kon laten ophalen uit drie depots die hij dieper in de bergen had laten vormen. Hij stond de eerste maanden bovendien in regelmatige verbinding met het evacuatiekamp, waaruit zich enkele meisjes en vrouwen bij hem voegden. Ook werden soms tochten ondernomen om tegen de Japanners aan de kust te ageren. De groep ving drie van de Filipijnen afkomstige Amerikaanse militairen (van wie één gewond was en spoedig stierf) en een Filipijnse militair in hun bivak op. Midden november werd het bivak door de Japanners zelf overvallen en sneuvelden vier manschappen (in eerdere gevechten waren al acht gesneuveld). Willemsz Geeroms besloot nu het bivak te verlaten en zich door de bergen van de Vogelkop naar een streek dichter bij de kust, ten westen van Manokwari, te begeven. Hiertoe moest hij zich echter wel van zijn depots verwijderen; de zeer zware 100 kilometer lange tocht naar de nieuwe locatie duurde een maand. Kokkelink schreef later over deze tocht: door onbewoonde gebieden, over hoogten van 2.800 meter, bijna zonder eten, gekleed in vellen van geklopte boombast. We staken bergpassen over en trokken over brede rivieren, verstijfd van de kou en dikwijls te zwak om te lopen. Zeven man stierven van uitputting. Die tocht duurde een maand. In het laatst kregen we gebrek aan zout, zo erg, dat wij de korsten vuil, die zich uit het zweet op onze lichamen hadden gevormd, aflikten.
Geeroms had nog tweeënveertig personen bij zich toen hij in januari 1943 in de streek bij de kust aankwam, waar hij een bivak betrok. Hij zond nu bij voortduring patrouilles uit; er was geen contact meer met de geallieerde troepen, velen, waaronder de commandant zelf, leden aan malaria en dysenterie en leden honger en dorst. De papoea's in dit gebied waren echter zeer onbetrouwbaar en kregen van de Japanners een Indische gulden voor iedere Nederlander die zij dood of levend bij hen inleverden. De groep moest zeer op zijn hoede zijn en een lid van de groep, die ervan verdacht werd met de Japanners te collaboreren, werd op last van de commandant gedood. Inmiddels trok de groep nog steeds ten strijde tegen de vijand; soms werden Japanse posten aan de kust overvallen en kleding, munitie en medicijnen gestolen, een andere keer werd een Japanse schoener, de Daito Maroe, die de rivier opvoer, beschoten. In de laatste maanden van 1943 en de eerste van 1944 gingen de Japanners actiever tegen de groep optreden. Willemsz Geeroms hield rekening met een nieuwe Japanse overrompeling en er werd afgesproken dat men dan zou proberen zich op een bepaald punt in het oerwoud te hergroeperen. Op 18 april 1944, toen onder meer Kokkelink met een aantal anderen op patrouille was, werd het bivak aan de rivier overvallen. Vier leden van de groep wisten te ontsnappen maar alle overigen sneuvelden of werden vermoord. Willemsz Geeroms werd na gemarteld te zijn gedwongen een brief te schrijven waarin hij Kokkelink en zijn manschappen moest aansporen zich over te geven; hierna werd hij onthoofd.
De nog resterende leden van de groep bleven in de streek rondtrekken, voortdurend op hun hoede voor Japanse patrouilles; drie man, onder wie een Amerikaan en een Filipijnse militair, sneuvelden en één man werd krijgsgevangen gemaakt. De overige leden splitsten zich; tien bleven bijeen en vier trokken naar het gebied van Sansapor. Op 22 april 1944 werd de Daito Maroe door de Amerikanen in Hollandia aangetroffen toen zij daar landden. In de brug van de schoener werden kogelgaten aangetroffen en de gezagvoerder meldde waar en wanneer hij was beschoten; de geallieerden raakten er toen van overtuigd dat in het gebied ten westen van Manokwari nog KNIL-troepen actief waren. In september 1944 werd aldaar een groepje Nederlands-Indische parachutisten van de NEFIS neergelaten, die met behulp van de Papoea's het groepje van Kokkelink begin september wist te lokaliseren. Kokkelink en de dertien anderen, ook de vier die naar het gebied van Sansapor waren getrokken, werden vervolgens naar Hollandia overgebracht.

## Militaire Willems-Orde[1][3]
Bij Koninklijk Besluit van 12 april 1945 nummer 17 werd Kokkelink benoemd tot ridder in de Militaire Willems-Orde. Dat was onder meer omdat hij (citaat uit voordracht tot benoeming:) "aanvankelijk als ondercommandant, later als commandant van een detachement van in het begin 58 man sterk, na de bezetting van Manokwari op Nieuw Guinea door de Japanners in maart 1942 grote moed, beleidvol optreden, doorzettingsvermogen en bekwaamheid had getoond. Bij de Japansche bezetting het binnenland ingetrokken zijnde, den vijand, ondanks onbeschrijfelijke moeilijkheden en ontberingen, gedurende 2½ jaar den grootst mogelijken afbreuk gedaan, zoodat de Japansche autoriteiten zelfs f 10.000 en een groote hoeveelheid rijst en zout op zijn hoofd stelden en een macht van 1100 Japansche soldaten uitzonden om zijn guerrilla-bende te vernietigen. Nog zwak en ziek zijnde, na zich te hebben terug gemeld bij de Nederlandsche autoriteiten, zich onmiddellijk wederom aangeboden voor zeer riskante opdrachten."
Het advies spreekt van "onbeschrijfelijke moeilijkheden en ontberingen" waarbij gedacht moet worden aan ziekten zoals malaria en risico's die men alleen op Nieuw-Guinea kan verwachten; zo werd soldaat B. Löwisse, een van zijn strijdmakkers, door kannibalen vermoord en opgegeten nadat hij in een woedeaanval een man van de Karon-stam uit de Kebarvlakte een pak slaag had gegeven en deze vervolgens volgens de lokale adat verplicht voelde wraak te nemen. Van de 76 Nederlandse soldaten die op 12 april 1942 naar het binnenland van de Vogelkop waren gevlucht zijn na jaren vol gevechten en ontberingen twee groepen overgebleven. Zij hergroepeerden zich na de zware verliezen bij de Japanse overval in Wekari in april 1944. De tien mannen van sergeant Kokkelink en de vier mannen van foerier Beaufort hebben de oorlog overleefd. Van de burgers die zich bij hen aansloten overleefden slechts twee mannen en een jonge vrouw het verblijf in de jungle. Deze groep was het enige legeronderdeel van Nederland c.q. Nederlands-Indië dat zich nimmer heeft overgegeven aan de bezetter.

## Werk
- Wij vochten in het bos - De guerrillastrijd op Nieuw-Guinea tijdens de Tweede Wereldoorlog, uitgeverij van Kampen, Amsterdam, 1956, 255 pagina's (herinneringen van Kokkelink)